# Claudio Martini
Claudio Martini (ur. 10 stycznia 1951 w Bardau) – włoski polityk, działacz partyjny i samorządowiec, w latach 2000–2010 prezydent Toskanii.

## Życiorys
Jego rodzina pochodziła z Livorno, zamieszkała w Tunezji pod koniec XIX wieku. Na początku lat 60. Claudio Martini z rodziną osiedlił się we Włoszech. Działalność polityczną rozpoczął w młodzieżówce komunistycznej. W połowie lat 70. wstąpił do Włoskiej Partii Komunistycznej, był etatowym działaczem partyjnym, w 1985 stanął na czele partii w Prato. Po rozwiązaniu PCI przystąpił do powołanego na jej bazie nowego ugrupowania – Demokratycznej Partii Lewicy. Następnie działał w Demokratach Lewicy, a w 2007 z tym ugrupowaniem przystąpił do nowo powołanej Partii Demokratycznej.
W latach 1988–1995 zajmował stanowisko burmistrza Prato. Następnie pełnił funkcję radnego rady regionalnej w Toskanii. Od 18 maja 2000 do 16 kwietnia 2010 przez dwie kadencje sprawował urząd prezydenta Toskanii. Również w 2000 został powołany w skład Komitetu Regionów.
W 2013 z listy PD został wybrany do Senatu XVII kadencji.